# Estatic Fear
Estatic Fear es una banda austriaca de doom Metal y metal neoclásico. 
Sus canciones incluyen elementos de varios géneros musicales diferentes tales como: música clásica, doom metal, gothic metal, y folclore.

## Historia
La banda fue formada en el año 1994 con la intención de mezclar melodías de música clásica con subgéneros oscuros como el Doom Metal Gothic Metal, combinados con instrumentos como la laúd, flauta, piano y chelo, entre otros. 
En 1995, Estatic Fear también tomó parte de una compilación titulada "Exit", producida por Martin Auzinger y Peter Kern, junto con bandas como Coffee & Cream, Mortus, Born In The Bottle, Bereavement, Nochtschicht, Herb, Dystrophy, Still No Name, y Out Of Cage. Su canción debut titulada On A Cold Winter's Morning fue también la última de este álbum recopilatorio.
En 1996 firmaron un acuerdo con la disquera CCP Records, quien llevó el debut de su primer álbum: "Somnium Obmutum", el disco consta de 4 canciones, dos canciones cortas y dos canciones largas. En este álbum, el Doom metal es combinado con arreglos orquestales en piano y chelo con instrumentos como el lute, flauta y guitarra acústica.
Después de tres años de inactividad, Matthias Kogler (quién actuaba formalmente bajo el pseudónimo "Calix Miseriae") grabó un segundo álbum "A Sombre Dance" como un proyecto en solitari, debido a que los restantes miembros dejaron la banda. El álbum contó con músicos de sesión para asistir con instrumentos adicionales. Las pistas fueron etiquetadas "Chapter I" (Capítulo I) al "Chapter IX" (Capítulo IX) para que el álbum fuera interpretado como una historia dividida en capítulos.
Aunque Estatic Fear no consiguió éxito comercial, logró reunir un distinguido culto a partir de A Sombre Dance, el cual es considerado uno de sus mejores trabajos.
Desde el 2008, Kogler aparentemente ha escrito suficiente material para dos nuevos álbumes, pero desconoce cuándo tendrá tiempo para grabarlos.

## Discografía
- Somnium Obmutum (1996)
- A Sombre Dance (1999)

- Estatic Fear  también aparece en el álbum Schattenkrieger de la banda austriaca de metal pagano Hrossharsgrani (2002, CCP Records)

Canciones:
(13) Sechster Schattenzyklus
(14) Wenn Winters Sang und Klang Verstummt;lpl

## Miembros

### Última alineación
- Matthias 'Calix Miseriea' Kogler - Guitarras, Piano
- Milan 'Astaroth Magus' Pejak - Batería
- Markus Miesbauer - Bajo, Vocales
- Jürgen 'Jay' Lalik - Vocales
- Thomas Hirtenkauf - Vocales
- Klaus Kogler - Lute
- Bernhard Vath - Chelo
- Claudia Schöftner - Vocales
- Franz Hageneder - Flauta

### Exmiembros
- Markus Pointner - Batería
- Beowulf - Vocales, Bajo
- Stauff - Guitarras
- Marion - Vocales

### Músicos invitados
- Petra Holzl - Flauta